# Selicanis
Selicanis là một chi bướm đêm thuộc họ Noctuidae.

## Loài
- Selicanis cinereola Smith, 1900